# Maruzza senegalensis
Maruzza senegalensis är en stekelart som först beskrevs av Jean Risbec 1950.  Maruzza senegalensis ingår i släktet Maruzza och familjen Scelionidae. Inga underarter finns listade i Catalogue of Life.